# 허베이성 (중화민국)

허베이 성의 위치

허베이성(중국어: 河北省, 한국어: 하북성)은 1928년부터 1949년까지 존재했던 중화민국의 성으로 면적은 140,253km2이다. 동쪽으로는 보하이해, 북쪽으로는 랴오닝 성, 러허 성, 차하얼 성, 서쪽으로는 산시 성, 남쪽으로는 허난 성, 산둥 성과 접하고 있었다. 2개 시, 132개 현, 2개 설치국을 관할하였다.
1928년 톈진을 성도로 하였지만 같은 해 10월 12일에 베이핑(현재의 베이징)으로 이전했다. 2년 후 1930년 10월 톈진으로 다시 이전했고 1935년 지둥방공자치정부가 수립되면서 칭위안 현(淸苑縣)으로 이전했다. 중일 전쟁 중이던 1937년부터 1945년까지 산시 성 시안에 망명했고 1945년부터 1949년까지는 다시 베이핑(1946년 7월 14일부터 1947년 11월 10일까지는 칭위안 현으로 잠시 이전)을 성도로 했다.